# Février 1916

## Événements
- France : publication du « Manifeste des 16 » contre l’agression allemande.
- Le Royaume-Uni demande au Portugal d’arraisonner et de réquisitionner les navires de commerce allemands présents dans ses ports.
- Russie (20/01[1]) : Boris Stürmer, créature de Raspoutine, devient président du Conseil puis ministre des Affaires étrangères en juin.

- 3 février : le service militaire obligatoire est adopté par le Royaume-Uni. 4 millions d’hommes sont mobilisés (24 %) et 1,5 million de personnes sont employées dans les industries de guerre.

- 4 février : inauguration de l’université hindoue de Bénarès.

- 5 février : parution du Manifeste dada à Zurich.

- 8 février : le gouvernement allemand fixe au 1er mars le début de la guerre sous-marine sans restriction : les navires marchands pourvus de canons seront torpillés.

- 13 février : la 1re brigade russe constituée (2 régiments), quitte Moscou par le transsibérien et arrive en Mandchourie à Dairen le 28 février, d'où elle embarque pour la France sur des navires français.

- 16 février : les Russes prennent Erzurum.

- 18 février : le Cameroun est vaincu par les Alliés.

- 21 février : début de la bataille de Verdun (fin le 11 décembre à 11 heures du matin). La dernière bataille a eu lieu dans la vallée de la Marne. L’artillerie allemande pilonne les positions françaises sur un front de 12 km. Affrontement au Bois des Caures.

- 22 février[2] : House-Grey Memorandum. Tentative de médiation de Wilson dans le conflit européen. Woodrow Wilson suggère à la France et au Royaume-Uni de proposer, à la fin de la campagne d’été, la réunion d’une conférence qu’il appuierait d’une menace d’intervention. Refus du Premier ministre britannique.

- 29 février :
  - Verdun : Après avoir pris Beaumont et le fort de Douaumont, les Allemands suspendent l’offensive devant le fort de Douaumont qu’ils n’ont pas réussi à occuper.
  - Le croiseur britannique Alcantara et le navire allemand Grief se coulent mutuellement après un combat épique dans la Manche.

## Naissances
- 1er février : Bruce Gordon, acteur américain († 20 janvier 2011).
- 2 février : John Bridgeman, sculpteur britannique († 29 décembre 2004).
- 3 février : Jean Margéot, cardinal mauricien, archevêque émérite de Port-Louis († 17 juillet 2009).
- 4 février : Pudlo Pudlat, artiste inuit(† 28 décembre 1992).
- 12 février : Lucien Harmegnies, homme politique belge († 18 février 1994).
- 13 février : Adolphe Cieslarczyk, sculpteur, peintre et graveur français († 25 février 2024).
- 14 février : Marcel Bigeard, général († 18 juin 2010).
- 15 février : 
  - Mary Jane Croft, actrice américaine († 24 août 1999).
  - Erik Thommesen, sculpteur danois († 22 août 2008).
- 16 février : 
  - Karl Brunner, économiste suisse († 9 mai 1989).
  - Damián Iguacén Borau, Évêque espagnol († 24 novembre 2020).
- 17 février Gilberte Géniat, actrice française († 28 juin 1986).
- 18 février : Jean Drapeau, maire de Montréal († 12 août 1999).
- 21 février : Donald Guthrie, théologien britannique du Nouveau Testament († 8 septembre 1992).
- 26 février : Jackie Gleason, acteur compositeur, producteur, scénariste et réalisateur américain († 24 juin 1987).

## Décès
- 19 février : Ernst Mach, physicien et philosophe autrichien (° 1838).
- 28 février :
  - Henry James, écrivain américain (° 1843).
  - Maurice Orange, peintre et dessinateur français (° 9 mars 1867).
- 29 février : Alexandra Frosterus-Såltin, artiste peintre finlandaise (° 6 décembre 1837).